# Цесар, Боштьян
Боштьян Цесар (словен. Boštjan Cesar; 9 июля 1982, Любляна, СФРЮ) — словенский футболист, игравший на позиции защитника.
С октября 2024 года — главный тренеры клуба «Марибор».

## Клубная карьера
Свою профессиональную карьеру начал в загребском «Динамо», в составе которого провёл пять сезонов, один раз выигрывал чемпионат, дважды Кубок и один раз Суперкубок. Из «Динамо» Боштьян дважды отправлялся в аренду: в 2001 году в «Кроацию», а в 2005 году в «Олимпию» из Любляны. В 2005 году подписал трёхлетний контракт с марсельским «Олимпиком». В составе нового клуба стал победителем Кубка Интертото в 2006 году. В августе 2007 года Цесар отправился в годичную аренду в английский «Вест Бромвич Альбион». В составе английского клуба игрок провёл 20 матчей, забил 1 гол и помог выйти в Премьер-лигу. В январе 2009 года подписал двухлетний контракт с французским «Греноблем».
Летом 2010 года перешёл в «Кьево». 24 октября 2012 года забил свой первый мяч в игре против «Чезены». Всего сыграл в сезоне 2010/11 сыграл 32 матча, забил 3 гола. В следующем сезоне сыграл в 29 матчах, голов не забивал, твёрдый игрок основы. В Кубке провёл 2 игры, отличился однажды. В сезоне 2012/13 отыграл 22 матча.

## Международная карьера
С 2001 по 2003 год выступал за молодёжную сборную. 12 февраля 2003 года дебютировал в главной сборной в матче против команды Швейцарии (1:5). Первый гол за сборную забил 9 октября 2004 года в домашнем матче против Италии, который в итоге оказался победным.
Является рекордсменом сборной Словении по количеству проведённых матчей (101 игра).

### Голы за сборную
Счёт и результат для Словении показан первым.
| #  | Дата            | Место               | Соперник | Счёт | Результат | Турнир            |
| -- | --------------- | ------------------- | -------- | ---- | --------- | ----------------- |
| 1. | 9 октября 2004  | Целе, Словения      | Италия   | 1:0  | 1:0       | ОЧМ-2006          |
| 2. | 11 октября 2006 | Минск, Беларусь     | Беларусь | 1:1  | 2:4       | ОЧЕ-2008          |
| 3. | 3 марта 2010    | Марибор, Словения   | Катар    | 2:0  | 4:1       | Товарищеский матч |
| 4. | 17 ноября 2010  | Копер, Словения     | Грузия   | 1:0  | 1:2       | Товарищеский матч |
| 5. | 15 августа 2012 | Любляна, Словения   | Румыния  | 1:0  | 4:3       | Товарищеский матч |
| 6. | 17 ноября 2010  | Рейкьявик, Исландия | Исландия | 3:2  | 4:2       | ОЧМ-2014          |

## Достижения
«Динамо» (Загреб)
- Чемпион Хорватии (1): 2002/03
- Обладатель Кубка Хорватии (2): 2001/02, 2003/04
- Обладатель Суперкубка Хорватии (2): 2003, 2004

«Олимпик Марсель»
- Финалист Кубка Франции (1): 2005/06
- Обладатель Кубка Интертото (1): 2006

«Вест Бромвич Альбион»
- Победитель чемпионата футбольной лиги (1): 2008